# Klostret i Ystad

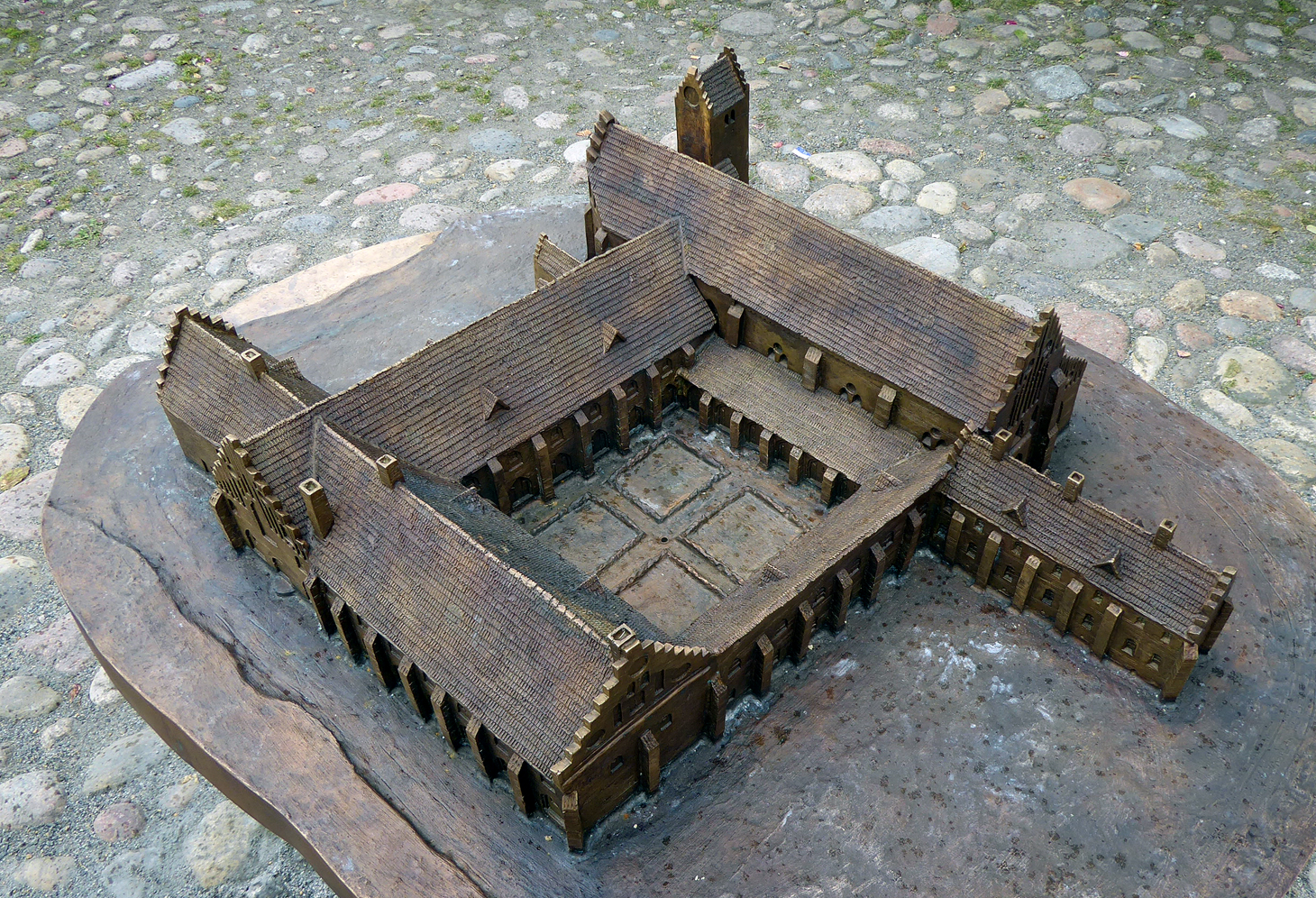
Bronsmodell av Ystads Kloster, skapad av Anders Ödman. Gåva till klostret och Ystad från Ystads Fornminnesförening i samband med klostrets 750-årsjubileum 2017.

Klostret i Ystad är ett före detta gråbrödrakloster i Ystad, grundat år 1267. Det är en av de äldsta och bäst bevarade klosteranläggningarna i Sverige.

## Historia
Franciskanerorden grundades av Franciskus av Assisi år 1223. Ordensdräkten är grå, därav namnet gråbröder. Orden var likt dominikanorden en tiggarorden; gråbröderna skulle leva på allmosor och ägna sig åt själavård och predikan.
Franciskanerbröder anlade år 1267 ett konvent i den då danska staden Ystad. Klostret grundlades genom att en riddare vid namn Holmger och hans hustru Katarina skänkte en ansenlig summa pengar samt den stadstomt där klostret etablerades. Om detta vittnar inskriften på en trätavla som ännu är bevarad vid Historiska museet i Lund.
Klostret bestod ursprungligen av en klosterkyrka och tre längor som bildade en fyrkant kring en gårdsplan. Klosteranläggningen uppfördes i flera byggnadsperioder fram till 1500-talet. Först byggdes kyrkan som stod klar på 1280-talet. Klosterlängorna byggdes i två våningar. Mellan längorna fanns klostrets korsgång. Den västra längans övervåning användes troligen som hospicium, härbärge för tillfälliga besökare. I den norra längans bottenvåning fanns en stor sal som sannolikt utgjorde klostrets refectorium, dess matsal. Under denna fanns en källarvåning med förrådsutrymmen. Den östra längan utgjorde sannolikt klostrets capitulum, kapitelsal. Söder om salen finns ett kvadratiskt rum som troligen fungerade som sakristia. Den östra längans andra våning utgjorde brödernas dormitorium, deras sovsal.
I samband med reformationen år 1532 drevs gråbröderna bort under dramatiska former. Den norra och västra längan revs omkring år 1600 och av dessa återstår idag bara ruiner. Klosterkyrkan och den östra längan finns ännu kvar.
Den östra längan bevarades för att användas som hospital fram till år 1777 då där inrättades ett kronobränneri. Senare användes klostret som sädesmagasin och då staden Ystad köpte huset år 1876 var det i djupt förfall. Mellan åren 1909 till 1912 genomfördes en omfattande renovering då byggnaden återfick sin klosterskepnad. Sedan 1912 är Ystads kulturhistoriska museum, numera stadshistoriska museum, inrymt i den östra längan.

## Klostret idag
Kyrkan, Sankt Petri kyrka, är kommunalägd och fungerar både som gudstjänstlokal och museum. Runt Klostret finns ett flertal trädgårdar skapade efter klostermodell. Klostret har även en museibutik som också säljer fika.
Museet är öppet för allmänheten tisdag–söndag. Sommartid har klostret utökade öppettider.

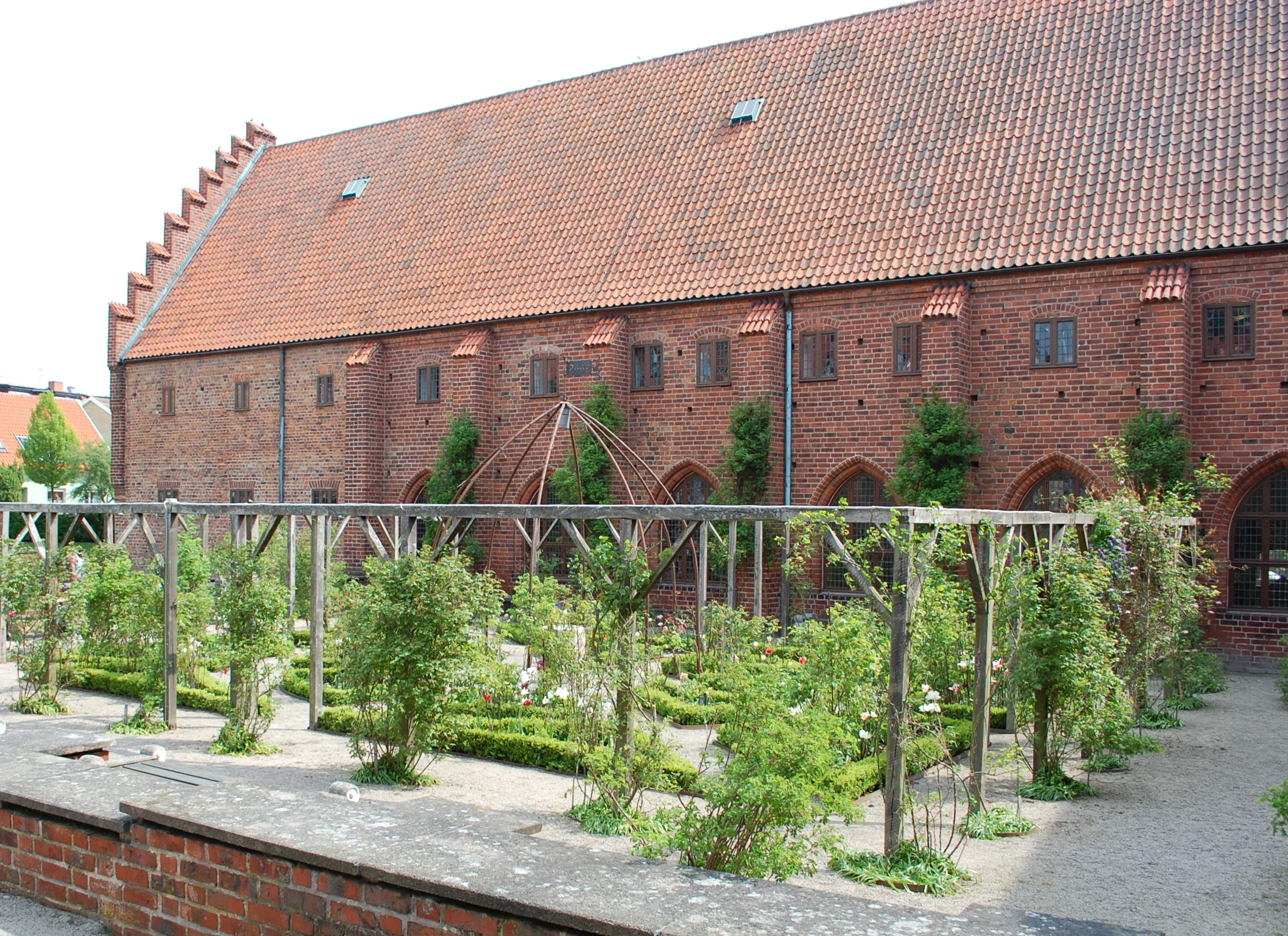
Rosengården.
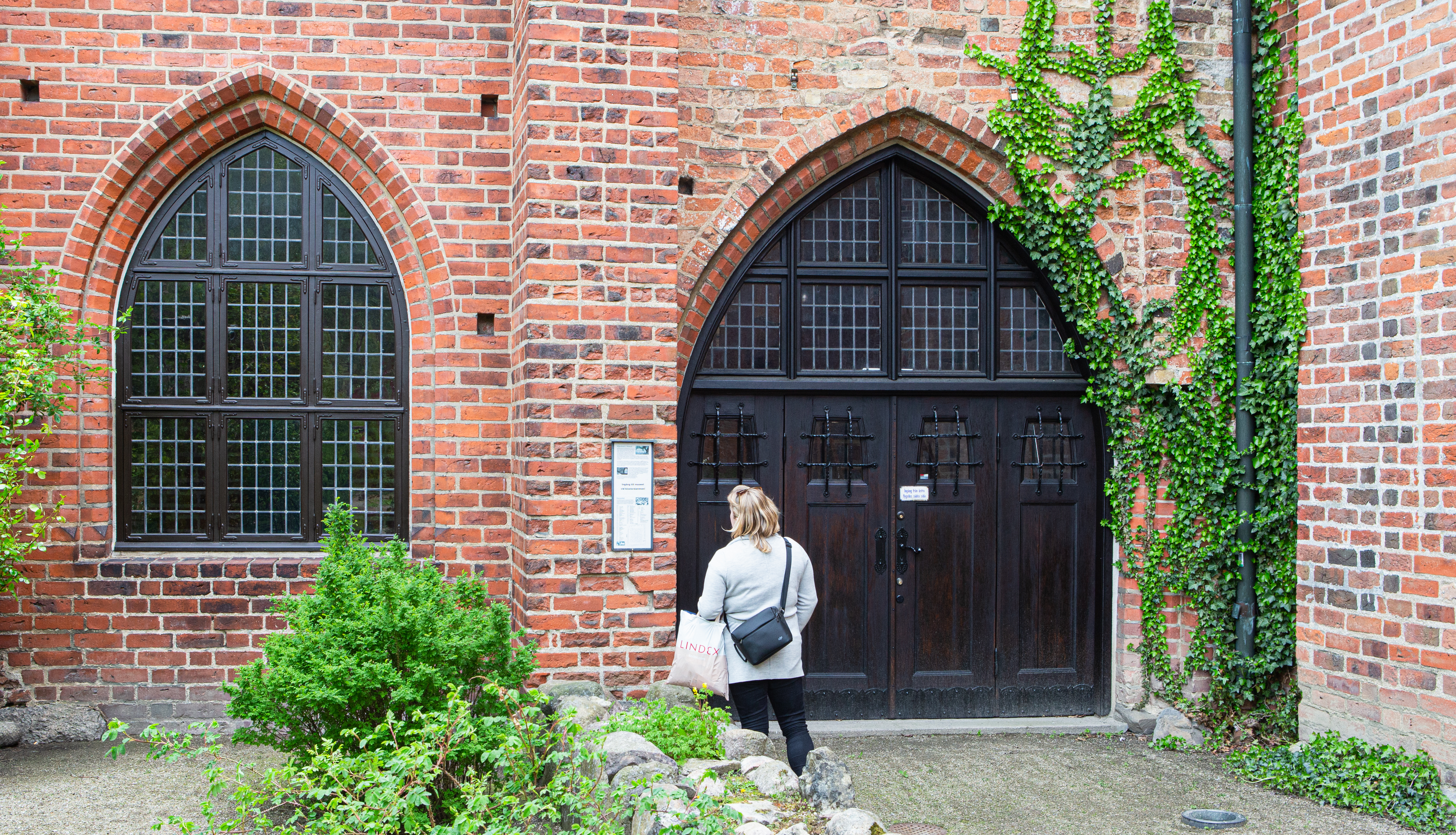
Entré från Rosengården.
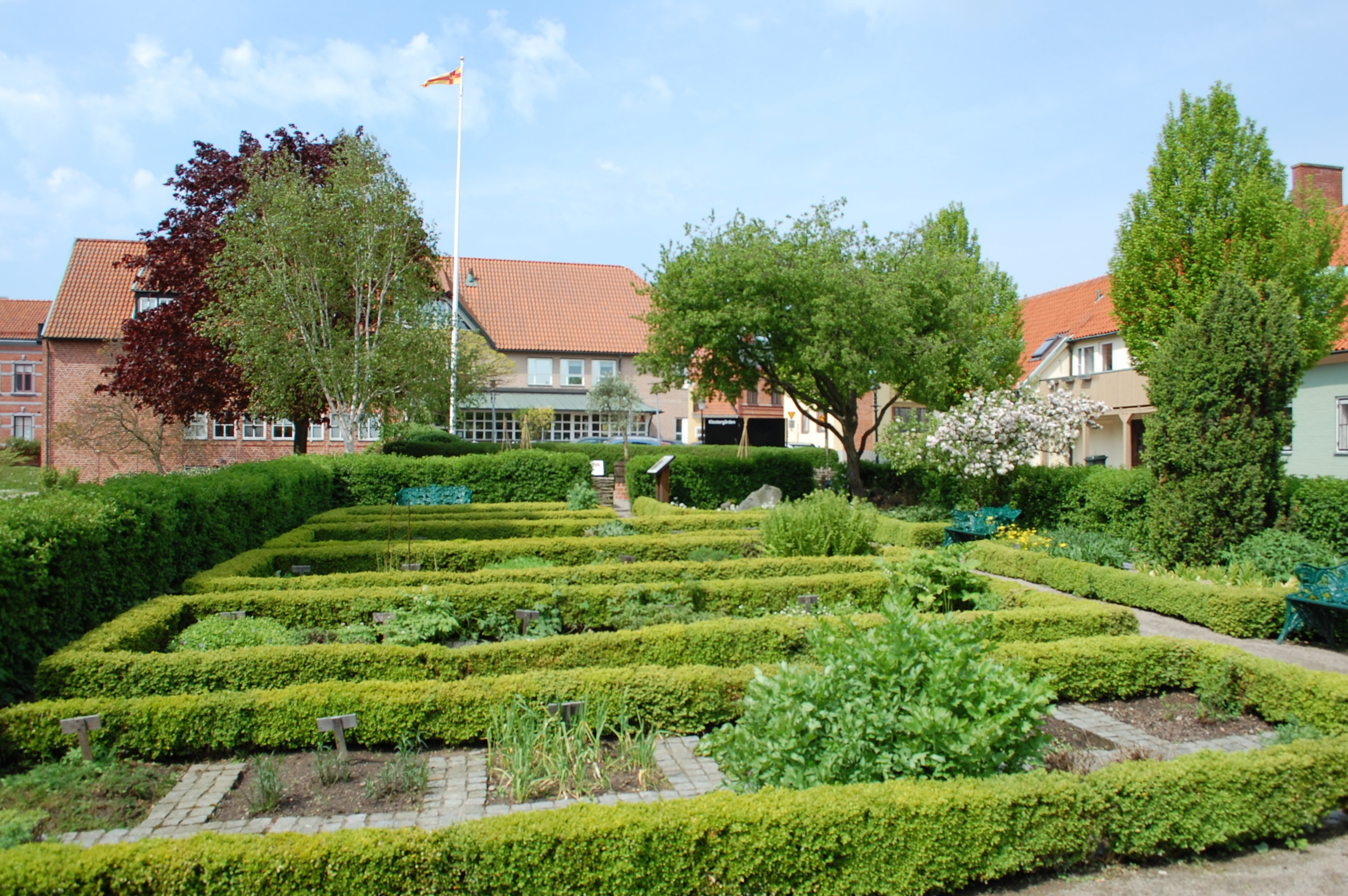
Örtträdgården.
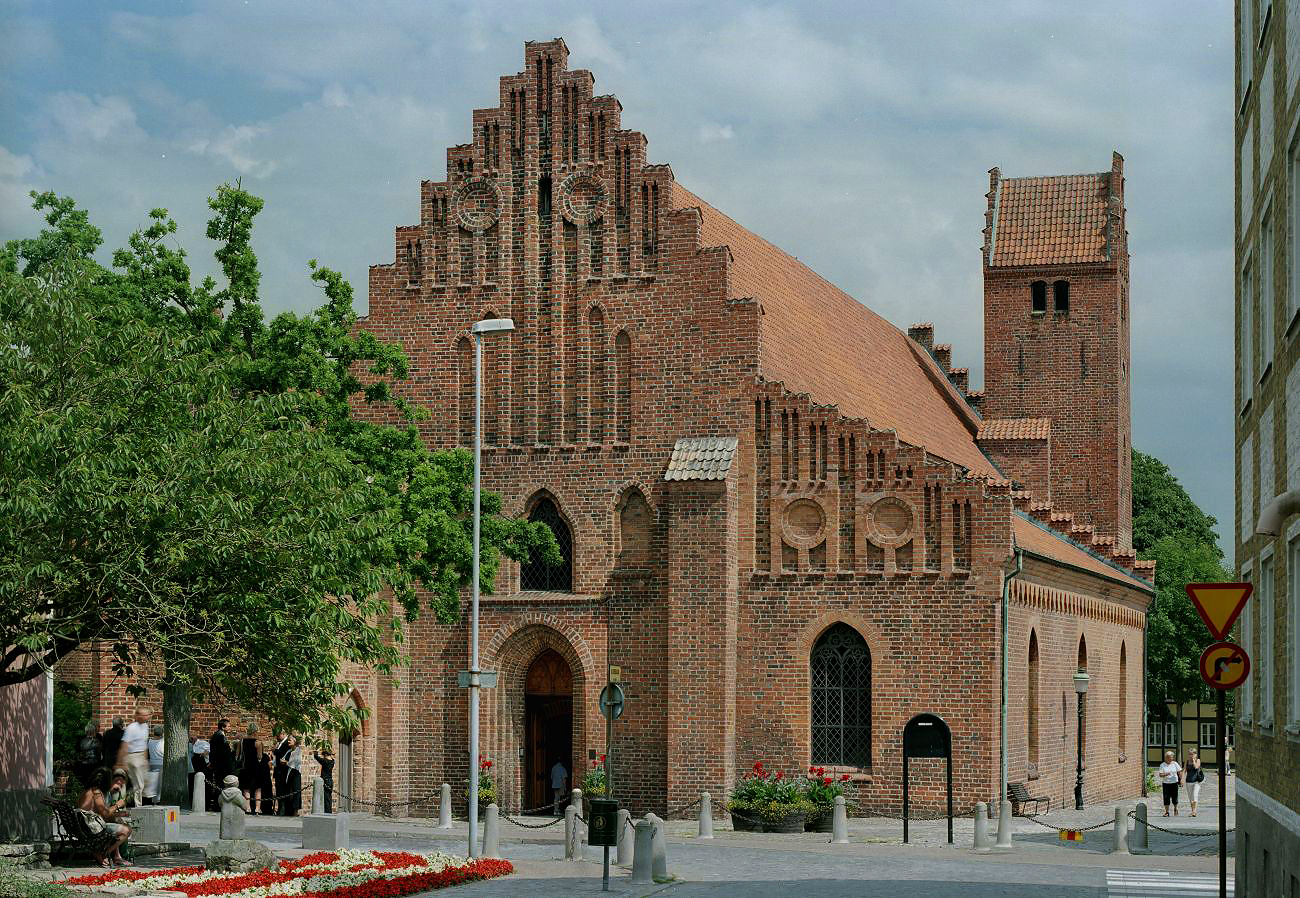
Sankt Petri kyrka.
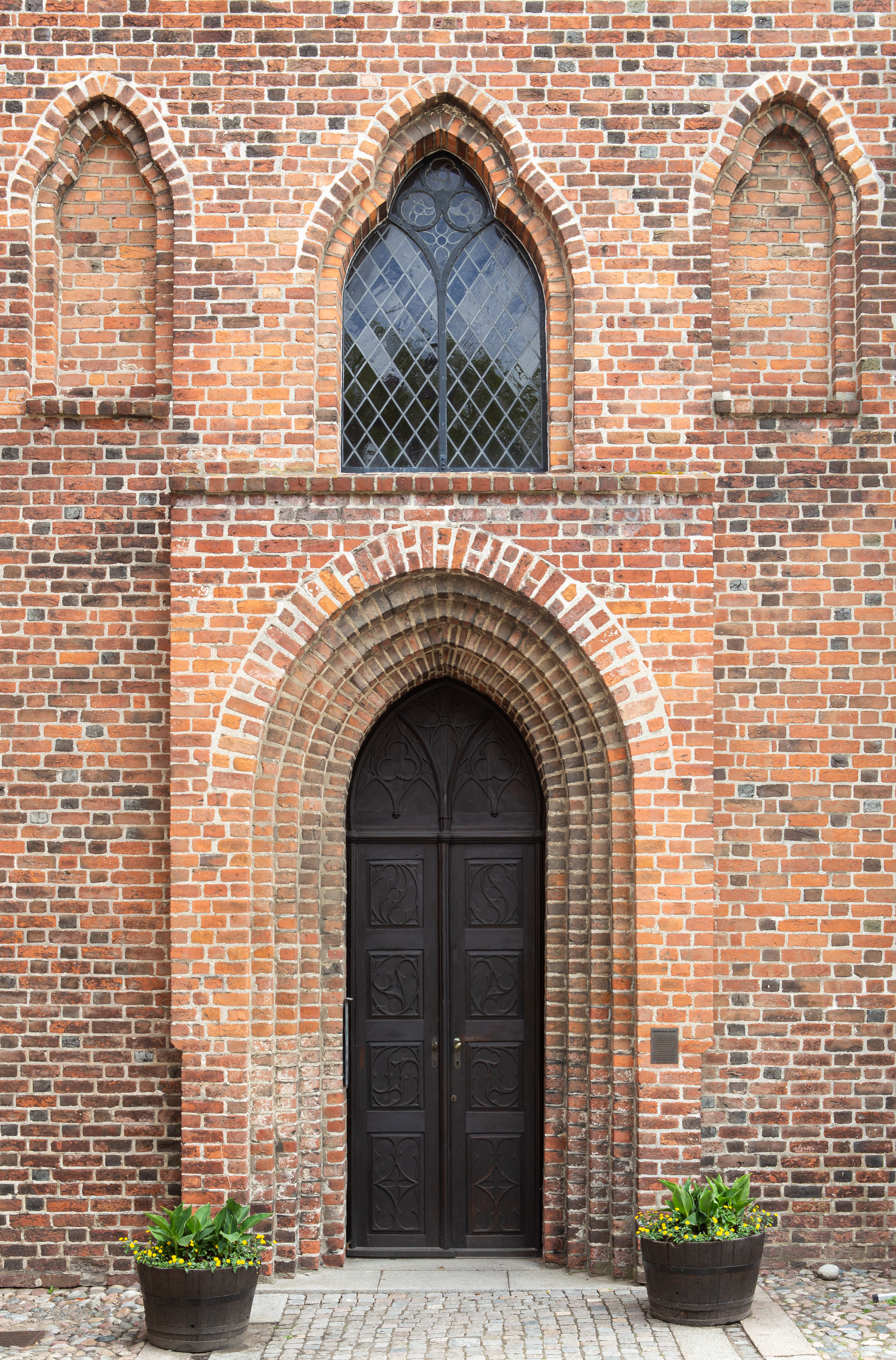
Entré till kyrkan.
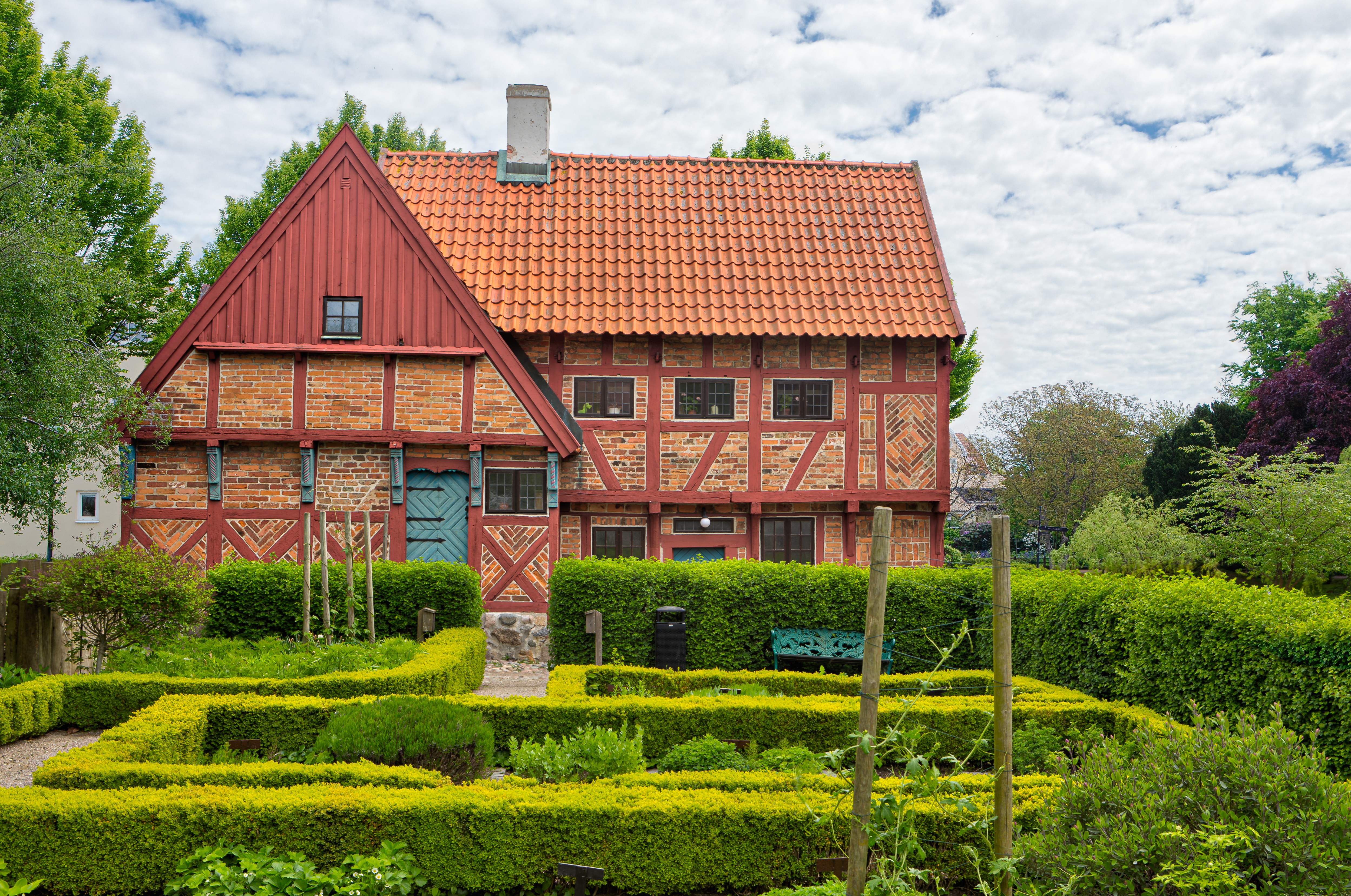
Borgmästarhuset är flyttat till området 1911 och ligger nu vid örtagården.